# Maxime Bouet
Maxime Bouet (Belley, 1986. november 3. –) francia profi kerékpáros. Jelenleg a francia Fortuneo–Oscaro csapatnál versenyez.

## Eredményei
2007
3., összetettben - Ronde de l'Isard d'Ariège, U23
4., összetettben - Rhône-Alpes Isčre Tour
2008
1., Prológ - Tour de Normandie
4., összetettben - Circuit de Lorraine
6., összetettben - Rhône-Alpes Isčre Tour
2009
1. - Boucles de l'Aulne
1., összetettben - Volta ao Alentejo
1., 1. szakasz
2., összetettben - 3 Jours de Vaucluse
1., 1. szakasz
3., összetettben - Rhône-Alpes Isčre Tour
7. - GP d'Ouverture La Marseillaise
7. - GP Kanton Aargau - Gippingen
2010
1., 3. szakasz Tour de l'Ain
4. - GP di Lugano
7. - GP Miguel Indurain
9., összetettben - Circuit de Lorraine
10. - Boucles de l'Aulne
2011
3., Tour de Vendée
4., GP Industria & Commercio di Prato
5., Francia országúti bajnokság - Mezőnyverseny
8., összetettben - Etoile de Bességes
8. - GP Regio Insubrica
2012
5., összetettben - Etoile de Bességes
8., összetettben - Tour du Haut-Var
2013
3., összetettben - Giro del Trentino
1., 1. szakasz
6., Grand Prix Cycliste la Marseillaise
7., összetettben - Critérium International
9., Francia országúti bajnokság - Egyéni időfutam
10., összetettben - Tour of Oman
2014
3., Francia országúti bajnokság - Egyéni időfutam
6., G.P. di Lugano

## Grand Tour eredményei
| Grand Tour | 2009 | 2010 | 2011 | 2012 | 2013    | 2014    | 2015 |
| ---------- | ---- | ---- | ---- | ---- | ------- | ------- | ---- |
| Giro       | -    | -    | -    | -    | -       | 38.     |      |
| Tour       | 70.  | 106. | 54.  | 55.  | feladta | -       |      |
| Vuelta     | -    | -    | -    | 20.  | -       | feladta |      |